# بيل جوليان
بيل جوليان (بالإنجليزية: Bill Julian)‏ (10 يوليو 1867 ببوسطن في المملكة المتحدة - 14 مارس 1957 بمنطقة أنفيلد في المملكة المتحدة) هو مدرب كرة قدم ولاعب كرة قدم بريطاني (وحمل سابقاً جنسية المملكة المتحدة لبريطانيا العظمى وأيرلندا) في مركز نصف الجناح. لعب مع توتنهام هوتسبير ونادي أرسنال ونادي لوتون تاون ونادي دارتفورد ونادي بوسطن تاون ‏.